# لیگ دسته دوم فوتبال ایران ۸۶–۱۳۸۵
لیگ دسته دوم فوتبال ایران ۸۶–۸۵ با حضور ۲۸ تیم برگزار شده است. این مسابقات با صعود ۴ تیم به لیگ آزادگان ۸۷–۱۳۸۶ به پایان رسید.

## گروه ۱
|    | تیم                           | بازی | برد | تساوی | باخت | گل‌زده | گل خورده | تفاضل گل | امتیاز | توضیحات                           |
| -- | ----------------------------- | ---- | --- | ----- | ---- | ----- | -------- | -------- | ------ | --------------------------------- |
| ۱  | باشگاه فوتبال سپاهان نوین     | ۲۶   | ۱۳  | ۱۰    | ۳    | ۴۱    | ۱۸       | ۲۳       | ۴۹     | صعود به لیگ آزادگان               |
| ۲  | باشگاه فوتبال مس رفسنجان      | ۲۶   | ۱۳  | ۹     | ۴    | ۴۷    | ۲۴       | ۲۳       | ۴۸     | صعود به لیگ آزادگان               |
| ۳  | باشگاه فوتبال صنایع پارچین    | ۲۶   | ۱۳  | ۸     | ۵    | ۳۲    | ۲۳       | ۹        | ۴۷     |                                   |
| ۴  | باشگاه فوتبال پرسپولیس برزجان | ۲۶   | ۱۳  | ۵     | ۸    | ۲۹    | ۲۳       | ۶        | ۴۴     |                                   |
| ۵  | باشگاه فوتبال نفت طلائیه      | ۲۶   | ۱۰  | ۱۳    | ۳    | ۳۲    | ۱۶       | ۱۶       | ۴۳     |                                   |
| ۶  | دانشگاه آزاد لاهیجان          | ۲۶   | ۱۱  | ۶     | ۹    | ۳۷    | ۳۰       | ۷        | ۳۹     |                                   |
| ۷  | باشگاه فوتبال آرارات تهران    | ۲۶   | ۱۱  | ۵     | ۱۰   | ۳۲    | ۳۷       | -۵       | ۳۸     |                                   |
| ۸  | باشگاه فوتبال صعنت گاز سرخس   | ۲۶   | ۸   | ۹     | ۹    | ۲۵    | ۲۰       | ۵        | ۳۳     |                                   |
| ۹  | باشگاه فوتبال نوژن ساری       | ۲۶   | ۸   | ۹     | ۹    | ۳۲    | ۳۹       | -۷       | ۳۳     |                                   |
| ۱۰ | باشگاه فوتبال ذوب‌آهن اردبیل   | ۲۶   | ۹   | ۴     | ۱۳   | ۳۱    | ۴۱       | -۱۰      | ۳۱     |                                   |
| ۱۱ | باشگاه فوتبال تربیت لرستان    | ۲۶   | ۹   | ۲     | ۱۵   | ۲۸    | ۳۵       | -۷       | ۲۹     |                                   |
| ۱۲ | باشگاه فوتبال فجر سپاه تهران  | ۲۶   | ۸   | ۴     | ۱۴   | ۳۳    | ۳۴       | -۱       | ۲۸     |                                   |
| ۱۳ | باشگاه فوتبال شهرداری کرمان   | ۲۶   | ۷   | ۴     | ۱۵   | ۲۸    | ۴۰       | -۱۲      | ۲۵     | سقوط به لیگ دسته سوم فوتبال ایران |
| ۱۴ | باشگاه فوتبال چوکا تالش       | ۲۶   | ۱   | ۸     | ۱۷   | ۲۱    | ۵۲       | -۳۱      | ۱۱     | سقوط به لیگ دسته سوم فوتبال ایران |

## گروه ۲
|    | تیم                              | بازی | برد | تساوی | باخت | گل‌زده | گل خورده | تفاضل گل | امتیاز | Notes                             |
| -- | -------------------------------- | ---- | --- | ----- | ---- | ----- | -------- | -------- | ------ | --------------------------------- |
| ۱  | باشگاه فوتبال برق تهران          | ۲۶   | ۱۶  | ۵     | ۵    | ۵۰    | ۲۴       | ۲۶       | ۵۳     | صعود به لیگ آزادگان               |
| ۲  | باشگاه فوتبال گل‌گهر سیرجان       | ۲۶   | ۱۱  | ۱۱    | ۴    | ۳۸    | ۲۴       | ۱۴       | ۴۴     | صعود به لیگ آزادگان               |
| ۳  | باشگاه فوتبال گهر دورود لرستان   | ۲۶   | ۱۱  | ۱۰    | ۴    | ۴۵    | ۳۳       | ۱۲       | ۴۱     |                                   |
| ۴  | باشگاه فوتبال مهرکام پارس        | ۲۶   | ۱۱  | ۶     | ۹    | ۳۲    | ۳۷       | -۵       | ۳۹     |                                   |
| ۵  | باشگاه فوتبال ایران جوان بوشهر   | ۲۶   | ۱۲  | ۴     | ۱۰   | ۲۹    | ۳۳       | -۴       | ۴۰     |                                   |
| ۶  | باشگاه فوتبال نیرومحرکه قزوین    | ۲۶   | ۹   | ۱۰    | ۷    | ۳۵    | ۲۶       | ۹        | ۳۷     |                                   |
| ۷  | باشگاه فوتبال پیام مخابرات شیراز | ۲۶   | ۱۰  | ۹     | ۷    | ۴۲    | ۳۶       | ۶        | ۳۶     |                                   |
| ۸  | باشگاه فوتبال مس سرچشمه          | ۲۶   | ۷   | ۱۲    | ۷    | ۳۱    | ۲۸       | ۴        | ۳۳     |                                   |
| ۹  | باشگاه فوتبال کاوه تهران         | ۲۶   | ۷   | ۱۱    | ۸    | ۲۷    | ۳۱       | -۴       | ۳۲     |                                   |
| ۱۰ | باشگاه فوتبال کارون خرمشهر       | ۲۶   | ۶   | ۱۱    | ۹    | ۲۵    | ۳۳       | -۸       | ۲۹     |                                   |
| ۱۱ | باشگاه فوتبال پتروشیمی تبریز     | ۲۶   | ۶   | ۱۰    | ۱۰   | ۲۷    | ۳۱       | -۴       | ۲۸     |                                   |
| ۱۲ | باشگاه فوتبال خورشید             | ۲۶   | ۴   | ۱۳    | ۹    | ۲۳    | ۳۳       | -۱۰      | ۲۵     |                                   |
| ۱۳ | باشگاه فوتبال سپیدرود رشت        | ۲۶   | ۵   | ۸     | ۱۴   | ۲۲    | ۳۷       | -۱۵      | ۲۳     | سقوط به لیگ دسته سوم فوتبال ایران |
| ۱۴ | باشگاه فوتبال هپکو               | ۲۶   | ۴   | ۹     | ۱۳   | ۲۶    | ۴۶       | -۲۰      | ۲۰     | سقوط به لیگ دسته سوم فوتبال ایران |